# Поликоро
Полико̀ро (на италиански: Policoro, на местен диалект Pulëcòrë, Пулъкоръ) е град и община в Южна Италия, провинция Матера, регион Базиликата. Разположен е на 25 m надморска височина. Населението на общината е 16 263 души (към 2010 г.).
В общинската територия се намират останките на древния гръцки град Хераклея.